# Poljana (Vrbovsko)
 Poljana  falu Horvátországban, a Tengermellék-Hegyvidék megyében. Közigazgatásilag  Vrbovskóhoz tartozik.

## Fekvése
Fiumétól 48 km-re keletre, községközpontjától 4 km-re északnyugatra, a horvát Hegyvidék északkeleti részén, a Zágráb-Fiume vasútvonal közelében fekszik.

## Története
A településnek 1890-ben 19, 1910-ben 19 lakosa volt. Trianonig Modrus-Fiume vármegye Vrbovskói járásához tartozott. 2011-ben 8 lakosa volt.

## Lakosság
| Lakosság változása | Lakosság változása | Lakosság változása | Lakosság változása | Lakosság változása | Lakosság változása | Lakosság változása | Lakosság változása | Lakosság változása | Lakosság változása | Lakosság változása | Lakosság változása | Lakosság változása | Lakosság változása | Lakosság változása | Lakosság változása |
| ------------------ | ------------------ | ------------------ | ------------------ | ------------------ | ------------------ | ------------------ | ------------------ | ------------------ | ------------------ | ------------------ | ------------------ | ------------------ | ------------------ | ------------------ | ------------------ |
| 1857               | 1869               | 1880               | 1890               | 1900               | 1910               | 1921               | 1931               | 1948               | 1953               | 1961               | 1971               | 1981               | 1991               | 2001               | 2011               |
| 0                  | 0                  | 0                  | 19                 | 24                 | 19                 | 27                 | 31                 | 19                 | 17                 | 17                 | 8                  | 20                 | 13                 | 14                 | 8                  |